# Abstang
Abstangen är en hästras som utvecklats under senare år i USA genom att korsa mustanger med arabiska fullblod. Kombinationen av de vilda hästarna och det ädla arabiska fullblodet ger än uthållig och tålig häst som främst var avsedd för ridning i tuff terräng. Idag finns ca 1500 registrerade abstanger i rasens egen förening IARA (International Abstang Registry and Association) men av alla de registrerade hästarna finns fortfarande bara korsningar arab-mustang. Än har inga abstanger korsats vilket gör att abstangen räknas som en korsning snarare än en helt egen ras. 

## Historia
Troligtvis har korsningar med mustanger skett i flera hundra år då man ofta tar vara på skadade mustanger och adopterar bort dem, men det första dokumenterade försöket av att korsa mustangen med arabiska fullblod för att utveckla en egen ras kom från Michele Brown i Utah som i början av 1990-talet lade fram idén om denna korsning. Michele Brown och några kollegor till henne hade under flera år köpt och adopterat mustanger och korsat dem med andra hästar.
1993 startade Michele Brown ett eget register och en förening för dessa korsningar kallad "International Abstang Registry and Association" (IARA) som skulle arbeta för att öka kännedomen om denna korsning, samt underlätta avelsarbetet inför att göra hästarna till en egen ras, snarare än en korsning.
Idag är ca 1500 abstanger registrerade i föreningen, varav alla är rena korsningar mellan mustang och arab. Än har det inte dokumenterats någon avel mellan två abstanger.

## Egenskaper
Mustangen är en förvildad hästras som utvecklats självständigt på stäpper över hela USA och med en stor mix av olika sorters hästar i sig, vilket gör att deras utseende kan variera väldigt mycket. Så även om man korsar dessa med arabiska fullblod som avlats selektivt i flera tusen år så kan abstangers utseende även variera. I regel är abstangen ganska liten i utseende och med lätt byggnad. I föreningen föredras även ett huvud med rak profil och att hästen är rundad över korset. Färgerna varierar mycket och alla är tillåtna inom föreningen.
Vissa hästar visas upp i öppna shower där man kan visa upp dem i olika klasser som exempelvis banhoppning eller enbart i utställningsklasser. Föreningen har fortfarande inga egna shower eller utmärkelser till uppfödare. Abstangerna fungerar därför bäst som rena ridhästar för nöjesridning, men även till distansritt då både araber och mustanger är uthålliga raser, vilket gjort abstangen till en mycket tålig typ av häst. Abstangen är mycket säker på foten och är därför populär till ryttare som rider i tuff terräng. Den mycket speciella korsningen har gett en modig häst som är full av energi. 